# Setaria acromelaena
Setaria acromelaena là một loài thực vật có hoa trong họ Hòa thảo. Loài này được (Hochst.) T.Durand & Schinz miêu tả khoa học đầu tiên năm 1894.